# Чонсткув (Свентокшиське воєводство)
Чонсткув (пол. Cząstków) — село в Польщі, у гміні Нова Слупя Келецького повіту Свентокшиського воєводства.
Населення — 436 осіб (2011).
У 1975-1998 роках село належало до Келецького воєводства.

## Демографія
Демографічна структура на день 31 березня 2011 року:
|          | Загалом | Допрацездатний вік | Працездатний вік | Постпрацездатний вік |
| -------- | ------- | ------------------ | ---------------- | -------------------- |
| Чоловіки | 228     | 39                 | 165              | 24                   |
| Жінки    | 208     | 30                 | 128              | 50                   |
| Разом    | 436     | 69                 | 293              | 74                   |